# آرپاد هایوش
آرپاد هایوش (مجاری: Árpád Hajós; ۲۵ مارس ۱۹۰۲ – ۲۳ ژانویهٔ ۱۹۷۱) بازیکن فوتبال اهل مجارستان بود.
از باشگاه‌هایی که در آن بازی کرده‌است می‌توان به باشگاه فوتبال رجانا، باشگاه فوتبال بولونیا، و باشگاه فوتبال آ.ث. میلان اشاره کرد.
وی همچنین در تیم ملی فوتبال مجارستان بازی کرده‌است.